# Cabra granadina
La cabra granadina es una raza caprina española originaria de la provincia de Granada, en Andalucía. Quedan muy pocos ejemplares puros, ya que la mayoría se cruzaron con ejemplares de cabra murciana, para la creación de la cabra murciano-granadina. Aun así quedan ejemplares puros en la comarca de Loja y de los Montes Orientales.
No está incluida en el Catálogo Oficial de Razas de Ganado de España del Ministerio de Agricultura, Pesca y Alimentación, por lo que no tiene reconocimiento oficial.